# Anne Le Guernec
 (mai 2017).
Si vous disposez d'ouvrages ou d'articles de référence ou si vous connaissez des sites web de qualité traitant du thème abordé ici, merci de compléter l'article en donnant les références utiles à sa vérifiabilité et en les liant à la section « Notes et références ».

Anne Le Guernec, née à Suresnes (France), est une comédienne et metteur en scène française.

## Biographie
C'est avec les classes à horaires aménagés du lycée Racine (Paris VIIIe) qu'Anne Le Guernec découvre le théâtre. Formée au cours Florent, elle suit les cours de Madeleine Marion (professeur au conservatoire et actrice dans de nombreux spectacles d'Antoine Vitez) avec qui elle joue dans La Cerisaie d'Anton Tchekhov, mis en scène par Philippe Froger, et dans La Dame de la mer d'Henrik Ibsen, mise en scène par Jean-Claude Buchard. Après une licence d'études théâtrales, elle travaille entre autres avec Jean-Luc Moreau, Stéphanie Loïk, Barbara Boulay, Margarita Mladenova et Ivan Dobtchev, Marcela Salivarova, François Kergourkay, Jeanne Moreau, Anne-Laure Liégeois (Embouteillage, Dom Juan, Ça), Isabelle Starkier, Brigitte Jaques-Wajeman (Tartuffe de Molière puis Tendre et Cruel de Martin Crimp), Edmunds Freibergs (Oncle Vania de Tchekhov) et Guy Pierre Couleau (Le Baladin du monde occidental, Les Justes, Les Mains sales).
Au cinéma, elle travaille sous la direction de Peter Werner (Doorways (en)), Serge Gainsbourg, Jean Becker (Les Enfants du marais, La Tête en friche) et très récemment avec Claire de la Rochefoucauld pour le téléfilm Vogue la vie.
Membre de l'ensemble artistique de la Comédie de l'Est, elle a joué notamment dans Hiver de Zinnie Harris mis en scène par Guy Pierre Couleau, et dans Les Bonnes de Jean Genet mis en scène par Guillaume Clayssen.
Elle donne régulièrement des master-classes de jeu d'acteur à de jeunes chanteurs lyriques (opéra du Rhin) et a mis en scène les chanteurs de l'Opéra Studio dans L'Élixir d'amour de Gaetano Donizetti, L'Heure espagnole de Ravel et Il campanello de Donizetti.
En 2015, elle crée Requiem de Hanokh Levin dans une mise en scène de Cécile Backès au centre dramatique national de Béthune, rôle de la vieille et la jeune mère.
Pour les 120 ans du Théâtre de Bussang, elle interprète le rôle de Lady Milford dans Intrigue et Amour de Schiller dans une mise en scène de Yves Beaunesne. Le spectacle est joué au Théâtre 71 à Malakoff et en tournée.
En 2016, elle reprend le spectacle Huis Clos pour une série de représentations à l'Atalante à Paris et en tournée à l'étranger.
En 2016, elle retrouve le Théâtre du Peuple pour la création du Songe d'une nuit d'été de Shakespeare dans une mise en scène de Guy Pierre Couleau. Le spectacle est repris à la Comédie de l'Est et au Théâtre des Quartiers d'Ivry (Manufacture des œillets) en 2017.
Depuis 2016, elle est enseignante en atelier artistique à Sciences Po.
En 2017, elle met en scène le second volet de La Mate de Flore Lefebvre des Noëttes.
Elle est Elisabeth Woodville dans "Les Reines" de Normand Chaurette qu'Elisabeth Chailloux a mis en scène à la Manufacture des Œillets en Janvier 2018 et Ritte dans "Déjeuner chez Wittgenstein" de Thomas Bernhard au Théâtre de Poche Montparnasse.
En 2020, elle joue dans "Place au Théâtre" sous la direction de Benjamin Guillard.
La comédienne se lance dans un seul-en-scène en 2021 à travers l'adaptation du roman de Julie Bonnie, Chambre 2, dans la pièce éponyme. La mise en scène est de Catherine Vignaud Cohen au théâtre de la Reine Blanche (Paris XVIIIe).

### Vie personnelle
Anne Le Guernec maîtrise l'anglais ainsi que l'italien. Elle a appris a jouer du piano et possède, en plus du permis voiture, le permis bateau.

## Filmographie

### Cinéma

#### Longs métrages
- 1986 : Charlotte for Ever de Serge Gainsbourg
- 1998 : Les Enfants du marais de Jean Becker : Mireille
- 2000 : Cet amour-là de Josée Dayan
- 2006 : Danse avec lui de Valérie Guignabodet
- 2009 : La Tête en friche de Jean Becker : Jacqueline (la mère) jeune

#### Courts métrages
- 1985 : Les énervés de Jumièges (moyen métrage) de Claude Duty
- 1996 : L'intrus de Cyril Boussant
- 1999 : Performant de Charles Borg
- 2003 : Plus rien jamais de Lionel Mougin
- 2011 : Out-mortem de Guillaume Clayssen
- 2015 : Naturellement de Lucie Clayssen
- 2019 : Gentiane, le plateau et les autres d'Anne Cissé : Véronique
- 2021 : Perce-Oreille de Claire Dietrich : Madame Piques

### Télévision
- 1990 : Intrigues (TF1) : présence dans trois épisodes
- 1992 : Doorways (en) de Peter Werner
- 1992 : Extrême Limite : Le Vol d'Icare de Bernard Uzan
- 1999 : Mary Lester de Christiane Lehérissey
- 2001 : L'Instit : La Main dans la main de Roger Kahane
- 2002 : Navarro : Voleur sans défense de Patrick Jamain
- 2007 : Avocats et Associés : Eau trouble de Claire de la Rochefoucauld
- 2013 : Vogue la vie de Claire de la Rochefoucauld : Corinne
- 2020 : Mixte (Amazon Prime) d'Edouard Salier : Alice (S01 Ep 5)

## Doublage

### Cinéma

#### Films
- 2008 : The Spirit : Morgenstern (Stana Katic)
- 2012 : Anna Karénine : Lisa Merkalova (Emerald Fennell)
- 2012 : My Week with Marilyn : Marilyn Monroe (Michelle Williams)
- 2012 : Foxfire : ? ( ? )
- 2015 : Macbeth : la sorcière [Qui ?]
- 2017 : War Machine : Jeanie McMahon (Meg Tilly)
- 2017 : Le Roi Arthur : La Légende d'Excalibur : la dame du Lac
- 2019 : Godzilla 2 : Roi des monstres : ? ( ? )

#### Film d'animation
- 2018 : Capitaine Morten et la Reine des araignées : la reine des araignées

### Télévision

#### Séries télévisées
- 2018 : Castle Rock : Lilith (Lauren Bowles) (saison 1, épisodes 4 et 8)
- 2019 : Kidnapping : Eva Skaubo (Louise Mieritz (da)) (saison 1)

## Théâtre

### Comédienne
- 1986 : Dom Juan de Molière, mise en scène de Jean-Luc Moreau, Théâtre des Bouffes du Nord, tournée nationale.
- 1986 : Le Misanthrope de Molière, mise en scène de Rémy Chenille, Théâtre de l'Espace Marais (Paris)
- 1988 : La Cerisaie d'Anton Tchekhov, mise en scène de Philippe Froger, théâtre Quai–Ouest de Lorient (CDR)
- 1990 : La Dame de la mer d'Henrik Ibsen, mise en scène de Jean-Claude Buchard, Grande halle de la Villette, Le Quartz de Brest.
- 1991 : Antigone de Sophocle, mise en scène Garance, Printemps des comédiens (Montpellier), tournée au Maroc et en Tunisie.
- 1991 : Gauche uppercut de Joël Jouanneau, mise en scène de Stéphanie Loïk, Théâtre de la Commune (Aubervilliers), La Rose des vents (Villeneuve-d'Ascq).
- 1993 : Compétition de Mora Lenoir, mise en scène de Betty Berr, Théâtre Paris-Plaine.
- 1993 : La Mégère apprivoisée de Jacques Audiberti, mise en scène Jean Le Scouarnec, CDR de Lorient.
- 1994 : Des fakirs, des momies et maman de Louis-Charles Sirjacq, mise en scène de Nathalie Sultan, Théâtre Paris-Villette.
- 1994 : Le Fusil de chasse de Yasushi Inoue, mise en scène de Guy Pierre Couleau, Théâtre de l'Atalante, Théâtre du Temps.
- 1995 : Les Gagneurs d'Alain Krief, mise en scène Stéphane Hillel, Théâtre Rive Gauche (Paris).
- 1995 : Vers les cieux d'Ödön von Horváth, mise en scène Guy Pierre Couleau, Théâtre de l'Atalante (Paris).
- 1996 : Je ne suis pas toi, d'après Paul Bowles, mise en scène de Barbara Bouley.
- 1996 : La Cerisaie d'Anton Tchekhov, mise en scène Ivan Dobtchev et Margarita Mladenova, festival d'Avignon, Théâtre de la Cité internationale, tournée nationale.
- 1997 : Comédies d'amour de Giles Costaz, mise en scène Jean Le Scouarnec, Théâtre de l'Échange.
- 1998 : La Mai de Marina Carr, mise en scène Garance, Centre culturel des Bords de Marne.
- 1998 : Les Présidentes de Werner Schwab, mise en scène Marcela Salivarova-Bideau, Théâtre national de Chaillot.
- 1999-2000 : Le Baladin du monde occidental de John Millington Synge, mise en scène Guy Pierre Couleau, Lavoir moderne Parisien, Théâtre 13, tournée nationale.
- 2000 : L'Art de la comédie d'Eduardo De Filippo, mise en scène François Kergourlay, Théâtre Firmin Gémier d'Antony.
- 2000-2001 : Un trait de l'esprit de Margaret Edson, mise en scène Jeanne Moreau, Théâtre Vidy-Lausanne, Théâtre national de Chaillot, tournée nationale.
- 2001-2003 : Résister de Jean Cassou, René Char, Missak Manouchian, mise en scène de Guy Pierre Couleau, Théâtre Jean Vilar de Suresnes, Théâtre Paris–Villette.
- 2002 : La Forêt d'Alexandre Ostrovski, mise en scène Guy Pierre Couleau, Théâtre Firmin Gémier d'Antony.
- 2002-2003 : Embouteillage (38 auteurs), mise en scène Anne Laure Liégeois, CDN de Montluçon, Grande Halle de La Villette.
- 2003-2004 : La Chaise de paille de Sue Glover, mise en scène Guy-Pierre Couleau, Théâtre 13 (Paris), tournée nationale.
- 2004 : Dom Juan de Molière, mise en scène Anne-Laure Liégeois, CDN de Montluçon Théâtre Firmin Gémier d'Antony.
- 2005 : Ça (huit auteurs contemporains), mise en scène Anne-Laure Liégeois, CDN de Montluçon, Grande Halle de La Villette.
- 2005 : Rêves de Wajdi Mouawad, mise en scène Guy Pierre Couleau, Théâtre Firmin Gémier d'Antony.
- 2006-2008 : Le Bal de Kafka de Timothy Daly, mise en scène Isabelle Starkier, Théâtre du Chaudron, Théâtre de l'Opprimé, tournée nationale.
- 2007 : Les Justes d'Albert Camus, mise en scène Guy Pierre Couleau, Théâtre de l'Athénée-Louis-Jouvet (Paris), tournée nationale
- 2008-2009 : Les Mains sales de Jean-Paul Sartre, mise en scène de Guy-Pierre Couleau, Théâtre de l'Athénée (Paris)
- 2009-2010 : Tartuffe de Molière, mise en scène Brigitte Jaques-Wajeman, château de Grignan (tournée nationale)

- 2010 : Hiver de Zinnie Harris, mise en scène Guy Pierre Couleau, CDN de Colmar, Théâtre de la Tempête (Paris)
- 2011 : L'Homme dans le plafond de Timothy Daly, mise en scène Isabelle Starkier, Théâtre de l'Épée de bois (Paris)
- 2011 : Les Bonnes de Jean Genet, mise en scène Guillaume Clayssen, CDN de Colmar, Étoile du Nord (Paris)
- 2011 : Les Mains sales de Jean-Paul Sartre, mise en scène Guy-Pierre Couleau (tournée nationale)
- 2012 : Cine in corpore (maquette de spectacle), mise en scène Guillaume Clayssen, Théâtre de la Loge, Le 104 (Paris)
- 2012 : Une maison de poupée d'Henrik Ibsen, mise en scène Nils Ohlund, Institut du monde arabe (Paris)
- 2012 : Oncle Vania d'Anton Tchekhov, mise en scène Edmunds Freibergs, Comédie de l'Est (Centre dramatique national de Colmar)
- 2012 : Toujours ensemble d'Anca Visdei, mise en scène Catherine Cohen, Théâtre de l'Opprimé (Paris)
- 2013 : Britannicus de Jean Racine, mise en scène Xavier Marchand, Théâtre national de la Criée (Marseille), Comédie de l'Est (Colmar), TU (Nantes), Théâtre Liberté (Toulon), Théâtre Durance (Château-Arnoux)
- 2013 : Huis clos de Jean-Paul Sartre, mise en scène Agathe Alexis, Théâtre de l'Atalante (Paris), Festival des Jeux du théâtre (Sarlat)
- 2013 : Tendre et Cruel de Martin Crimp, mise en scène Brigitte Jaques-Wajeman, Théâtre de la Ville - Les Abbesses (Paris) (tournée nationale)
- 2014 : Bérénice de Jean Racine, mise en scène Xavier Marchand, Comédie de l'Est, Théâtre Joliette la Minoterie (Marseille) TU (Nantes), Théâtre Liberté (Toulon), Théâtre Durance (Château-Arnoux)
- 2015 : Requiem  de Hanokh Levin, mise en scène Cécile Backès, Comédie de Béthune, CDN de Nancy, CDR de Tours, Théâtre des Célestins (Lyon), théâtre de Sartrouville, Comédie de l'est
- 2015 : Intrigue et Amour de Schiller, mise en scène de Yves Beaunesne, Théâtre du peuple à Bussang, Comédie de l'Est, Théâtre 71( Malakoff), TNT (Toulouse), Théâtre Varia (Bruxelles), Grand Théâtre de Liège…
- 2016 : Huis Clos de Jean-Paul Sartre, mise en scène d'Agathe Alexis, Théâtre de l'Atalante (Paris), Tournée à Kiev (Ukraine), Guyane
- 2016 : Le Songe d'une nuit d'été de Shakespeare, mise en scène de Guy Pierre Couleau, Théâtre du Peuple (Bussang)
- 2017 : Le Songe d'une nuit d'été de Shakespeare, mise en scène de Guy Pierre Couleau, Manufacture des Œillets à Ivry.
- 2018 : Les Reines de Normand Chaurette , Mise en scène de Elisabeth Chailloux, Manufacture des Œillets à Ivry.
- 2018 : Nassim de Nassim Soleimanpour, Manufacture de Colmar
- 2019 : Déjeuner chez Wittgenstein de Thomas Bernhard, mise en scène de Agathe Alexis, Théâtre Poche Montparnasse.
- 2019 : Micro-Frictions de Gustave Akakpo, mise en scène de Audrey Bertrand, Tarmac (Paris).
- 2020 : Place au Théâtre, mise en scène de Benjamin Guillard, Théâtre Jean Vilar de Suresnes.
- 2022 : Chambre 2, mise en scène de Catherine Vignaud-Cohen, Théâtre de la Reine Blanche (Paris XVIIIe) : Béatrice[4],[5]
- 2023 : La Brève liaison de maman de Richard Greenberg, mise en scène Isabelle Starkier, Festival off d'Avignon

### Mise en scène
- 2011 : L'Élixir d'amour de Gaetano Donizetti, Théâtre municipal de Colmar, Opéra du Rhin
- 2012 : Le Horla de Guy de Maupassant, Comédie de l'Est
- 2013 : Un portrait par Giacometti de James Lord, Comédie de l'Est, 19 Paul Fort (Paris)
- 2013 : L'Heure espagnole de Maurice Ravel, Théâtre municipal de Colmar, Opéra du Rhin, production de l’Opéra Studio (Opéra du Rhin)
- 2014 : Il campanello de Donizetti, Théâtre municipal de Colmar, Opéra du Rhin, production de l'Opéra Studio (Opéra du Rhin)
- 2014 : dîners sur scènes, opéra de Strasbourg
- 2014 : Grétry Forever de André -Ernest -Modeste GRETRY, Opéra du Rhin, Théâtre Municipal de Colmar
- 2015 : La Matte de Flore Lefebvre des Noëttes, Comédie de Picardie, Théâtre des Halles(Avignon)
- 2015 : Récital à deux sous (Mélanie Moussay), Théâtre du Peuple à Bussang
- 2016 : La Favorite de Donizetti, Opéra du Rhin (Colmar et Strasbourg)
- 2016 : Cléopâtre et Don Quichotte (Berlioz, Jacques Ibert), Opéra du Rhin.